# Puchar Wspólnoty w piłce nożnej
Puchar Wspólnoty w piłce nożnej (ros. Кубок Содружества, Kubok Sodrużestwa, do 2011 roku - Puchar Mistrzów WNP w piłce nożnej (ros. Кубок чемпионов Содружества, Kubok czempionow Sodrużestwa, Кубок чемпионов содружества стран СНГ и Балтии, Kubok czempionow sodrużestwa stran SNG i Bałtii) — piłkarski turniej, w którym uczestniczą drużyny byłego ZSRR. Do 2011 w turnieju uczestniczyły kluby - mistrzowie, a potem młodzieżowe reprezentacji krajów. Turniej rozgrywany jest nieprzerwanie od stycznia 1993.
Do 2011 w turnieju mieli występować tylko mistrzowie krajów członkowskich WNP i krajów bałtyckich, ale w niektórych edycjach z różnych przyczyn zastępowano ich medalistami rozgrywek ligowych lub reprezentacjami narodowymi. Turniej jest rozgrywany rokrocznie od 1993. Od 1993 do 2007 spotkania odbywały się w Moskwie, a w 2008 i od 2011 w Petersburgu.
Od 2012 w turnieju uczestniczą młodzieżowe reprezentacje krajów członkowskich WNP i krajów bałtyckich oraz reprezentacje Moskwy i Petersburga.

## Finały
| Sezon | Zwycięzca          | Wynik              | Finalista           | Stadion                                                 |
| ----- | ------------------ | ------------------ | ------------------- | ------------------------------------------------------- |
| 1993  | Spartak Moskwa     | 8 — 0              | Biełaruś Mińsk      | Stadion Olimpijski, Moskwa                              |
| 1994  | Spartak Moskwa     | 7 — 0              | Neftczi Fergana     | Stadion Olimpijski, Moskwa                              |
| 1995  | Spartak Moskwa     | 5 — 1              | Dinamo Tbilisi      | Uniwersalna Sportowa Sala CSKA, Moskwa                  |
| 1996  | Dynamo Kijów       | 1 — 0              | Ałanija Władykaukaz | Uniwersalna Sportowa Sala CSKA, Moskwa                  |
| 1997  | Dynamo Kijów       | 3 — 2              | Spartak Moskwa      | Stadion Olimpijski, Moskwa                              |
| 1998  | Dynamo Kijów       | 1 — 0              | Spartak Moskwa      | Stadion Olimpijski, Moskwa                              |
| 1999  | Spartak Moskwa     | 2 — 1              | Dynamo Kijów        | Stadion Olimpijski, Moskwa                              |
| 2000  | Spartak Moskwa     | 3 — 0              | Zimbru Kiszyniów    | Stadion Olimpijski, Moskwa                              |
| 2001  | Spartak Moskwa     | 2 — 1 (dogr.)      | Skonto Ryga         | Stadion Olimpijski, Moskwa                              |
| 2002  | Dynamo Kijów       | 4 — 3              | Spartak Moskwa      | Stadion Olimpijski, Moskwa                              |
| 2003  | Szeriff Tyraspol   | 2 — 1              | Skonto Ryga         | Stadion Olimpijski, Moskwa                              |
| 2004  | Dinamo Tbilisi     | 3 — 1              | Skonto Ryga         | Stadion Olimpijski, Moskwa                              |
| 2005  | Lokomotiw Moskwa   | 2 — 1              | Neftçi PFK          | Stadion Dynamo, Moskwa                                  |
| 2006  | Neftçi PFK         | 4 — 2              | FBK Kowno           | Stadion Olimpijski, Moskwa                              |
| 2007  | Pachtakor Taszkent | 0 — 0 karne: 9 — 8 | FK Ventspils        | Stadion Olimpijski, Moskwa                              |
| 2008  | Xəzər Lenkoran     | 4 — 3              | Pachtakor Taszkent  | Petersburski Kompleks Sportowo-Koncertowy, Petersburg   |
| 2009  | Szeriff Tyraspol   | 1 — 1 karne: 5 — 4 | FK Aktobe           | Stadion Olimpijski, Moskwa                              |
| 2010  | Rubin Kazań        | 5 — 2              | FK Aktobe           | Stadion Olimpijski, Moskwa                              |
| 2011  | İnter Baku         | 0 — 0 karne: 6 — 5 | Szachcior Soligorsk | Peterburgski Sportowy i Koncertowy Kompleks, Petersburg |
| 2012  | Rosja U-21         | 2 — 0              | Białoruś U-19       | Peterburgski Sportowy i Koncertowy Kompleks, Petersburg |
| 2013  | Rosja U-21         | 4 — 2              | Ukraina U-21        | Peterburgski Sportowy i Koncertowy Kompleks, Petersburg |
| 2014  | Ukraina U-21       | 4 — 0              | Rosja U-21          | Peterburgski Sportowy i Koncertowy Kompleks, Petersburg |

## Statystyki
| Lp. | Kraj        | Zwycięstw | Finałów | Zdobywcy                                                                  | Finaliści                                                      |
| --- | ----------- | --------- | ------- | ------------------------------------------------------------------------- | -------------------------------------------------------------- |
| 1.  | Rosja       | 10        | 5       | Spartak Moskwa (6), Lokomotiw Moskwa (1), Rubin Kazań (1), Rosja U-21 (2) | Spartak Moskwa (3), Ałanija Władykaukaz (1), Rosja U-21 (1)    |
| 2.  | Ukraina     | 5         | 2       | Dynamo Kijów (4), Ukraina U-21 (1)                                        | Dynamo Kijów (1), Ukraina U-21 (1)                             |
| 3.  | Azerbejdżan | 3         | 1       | Neftçi PFK (1), Xəzər Lenkoran (1), İnter Baku (1)                        | Neftçi PFK (1)                                                 |
| 4.  | Mołdawia    | 2         | 1       | Szeriff Tyraspol (2)                                                      | Zimbru Kiszyniów (1)                                           |
| 5.  | Uzbekistan  | 1         | 2       | Pachtakor Taszkent (1)                                                    | Pachtakor Taszkent (1), Neftczi Fergana (1)                    |
| 6.  | Gruzja      | 1         | 1       | Dinamo Tbilisi (1)                                                        | Dinamo Tbilisi (1)                                             |
| 7.  | Łotwa       | 0         | 4       |                                                                           | Skonto Ryga (3), FK Ventspils (1)                              |
| 8.  | Białoruś    | 0         | 3       |                                                                           | Biełaruś Mińsk (1), Szachcior Soligorsk (1), Białoruś U-19 (1) |
| 9.  | Kazachstan  | 0         | 2       |                                                                           | FK Aktobe (2)                                                  |
| 10. | Litwa       | 0         | 1       |                                                                           | FBK Kowno (1)                                                  |